# Pascal Morabito
Pour les articles homonymes, voir Morabito.
 (janvier 2022).
Il peut être nécessaire de l'améliorer pour respecter le principe de neutralité de point de vue. Veuillez consulter la page de discussion pour plus de détails.

Pascal Morabito est un joaillier français, né le 3 mai 1945 à Nice d'une famille d'orfèvres de père en fils depuis 1871 d'origine italienne. Il travaille également comme parfumeur, styliste, architecte, philosophe, peintre et sculpteur.

## Biographie
Ses études d'architecture terminées, il ouvre le 3 mai 1968, dans les ateliers familiaux, le premier département de bijoux d'artistes intitulé le centre d'étude et de création du bijou contemporain ou micro-architecture,,. Pascal Morabito est le père du designer Ora-ïto, du photographe Teo Morabito, et Tao Morabito.
Il s'installe place Vendôme où il réalise des pièces uniques de joaillerie pour une clientèle internationale.  
En 1972, César réalise pour lui une séries de compressions dans les ateliers Morabito à Nice avant de les exposer dans la joaillerie de Morabito à Paris,,.
En 1976, création de la Montre Plot aux quatre rivets,. 30 ans plus tard, la Montre Plot est copiée par Dolce & Gabbana en 2006,, Pascal Morabito obtient la propriété littéraire et artistique sur ce modèle, et gagne son procès contre D&G et les Galeries Lafayette condamnés à lui verser 150 000 euros de dommages et intérêts,.
Il réalise aussi à l'époque la montre à quartz la plus plate du monde[réf. nécessaire].
En 1980, il crée Or Noir son premier parfum bijou,,[réf. incomplète], suivi de Or Black en 1981 classé 5 étoiles dans le « guide des parfums » de Luca Turin. Il réalise la première campagne publicitaire Decaux en relief[pas clair]. Le parfum Or Noir est référencé dans certains ouvrages sur l'histoire des parfums et fait partie de la collection permanente du Musée International de la Parfumerie de Grasse[réf. nécessaire].
En 1988, il vend à François Léotard Hommage à Braccelli, sa sculpture monumentale en acier de 20 mètres de long, exposée au Grand Palais lors de l’exposition « de Main de Maître ».
L'Île Degaby devient la résidence artistique de Pascal Morabito. Il inaugure au cours d'une garden party en pleine mer le 3 mai 1990 une collection de sculptures fractales en compagnie du violoniste Ivry Gitlis et de la chanteuse Grace Jones. 

En 1990, il réalise en Normandie la sculpture Pyramide Fractale 1, 32 mètres d'arête, 1 000 m2 en acier corten,.

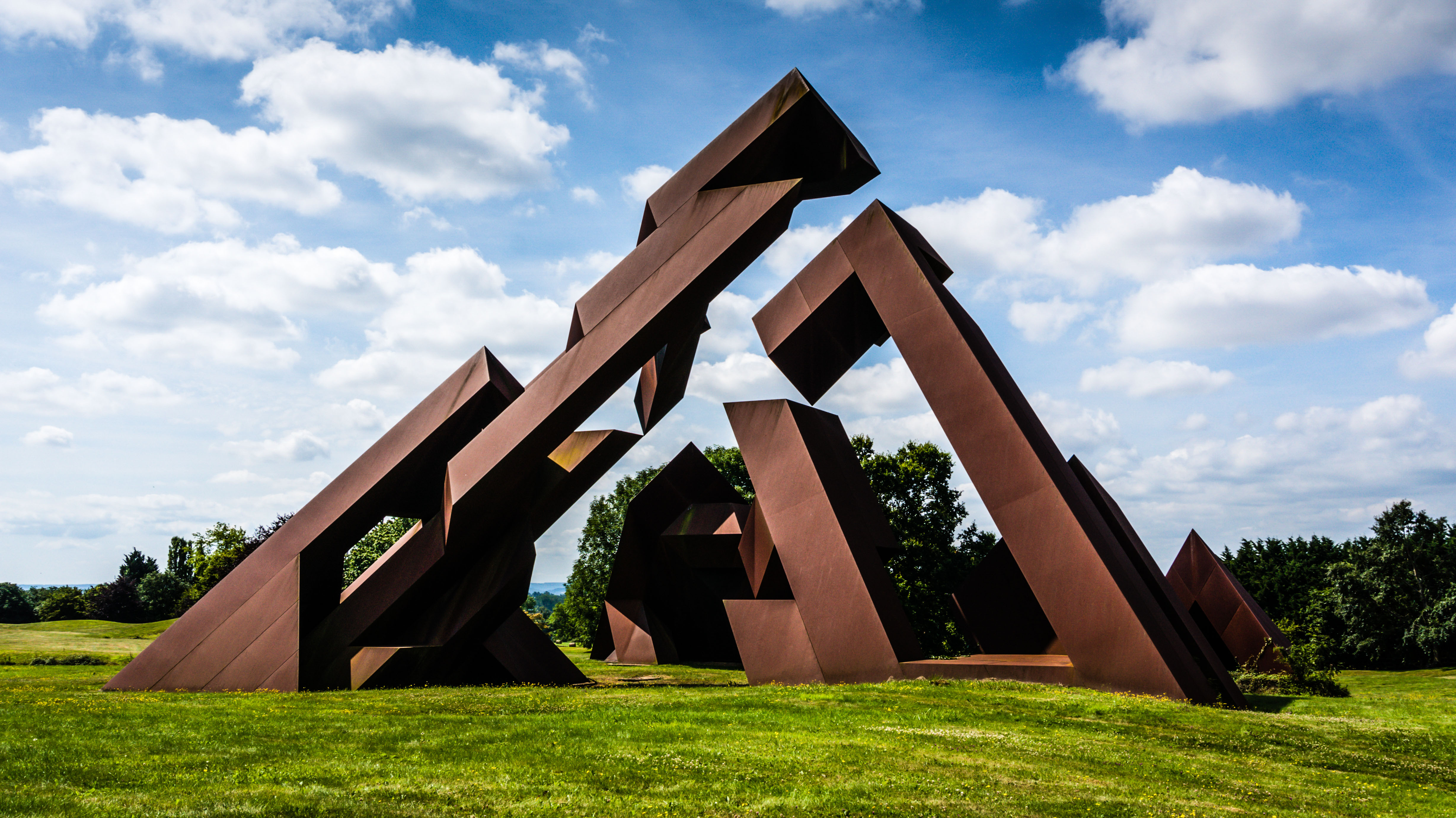
1990 - Pyramide Fractale par Pascal Morabito

En 1995, il doit 3 millions de francs au fisc et est incarcéré à la prison de Luynes. Il écrit le livre Le Papillon rouge sur cette période,.
En 1999, il crée un concept bijou universel, rond comme le monde, avec un diamant centré à l’image de son cube. Il grave les signes et symboles[Lesquels ?] et adapte ce concept à différents vecteurs comme sur des bouteilles de champagne en suivant l’ergonomie du muselet,. 
Pour célébrer le passage à l’an 2000, la ville de Bricquebec commande à Pascal Morabito une œuvre de mémoire la Pyramide de Mémoire située dans l’enceinte du château et  inaugurée le 31 décembre 1999. 2 000 objets souvenirs, casques, briquets, douilles, criquets, éclats d’obus et d’avions, tous, dons des habitants, sont coulés dans le béton de la pyramide composé du sable des plages du débarquement de 1945. Subissant l’érosion, la pyramide laissera réapparaître ces objets pour les générations futures,.

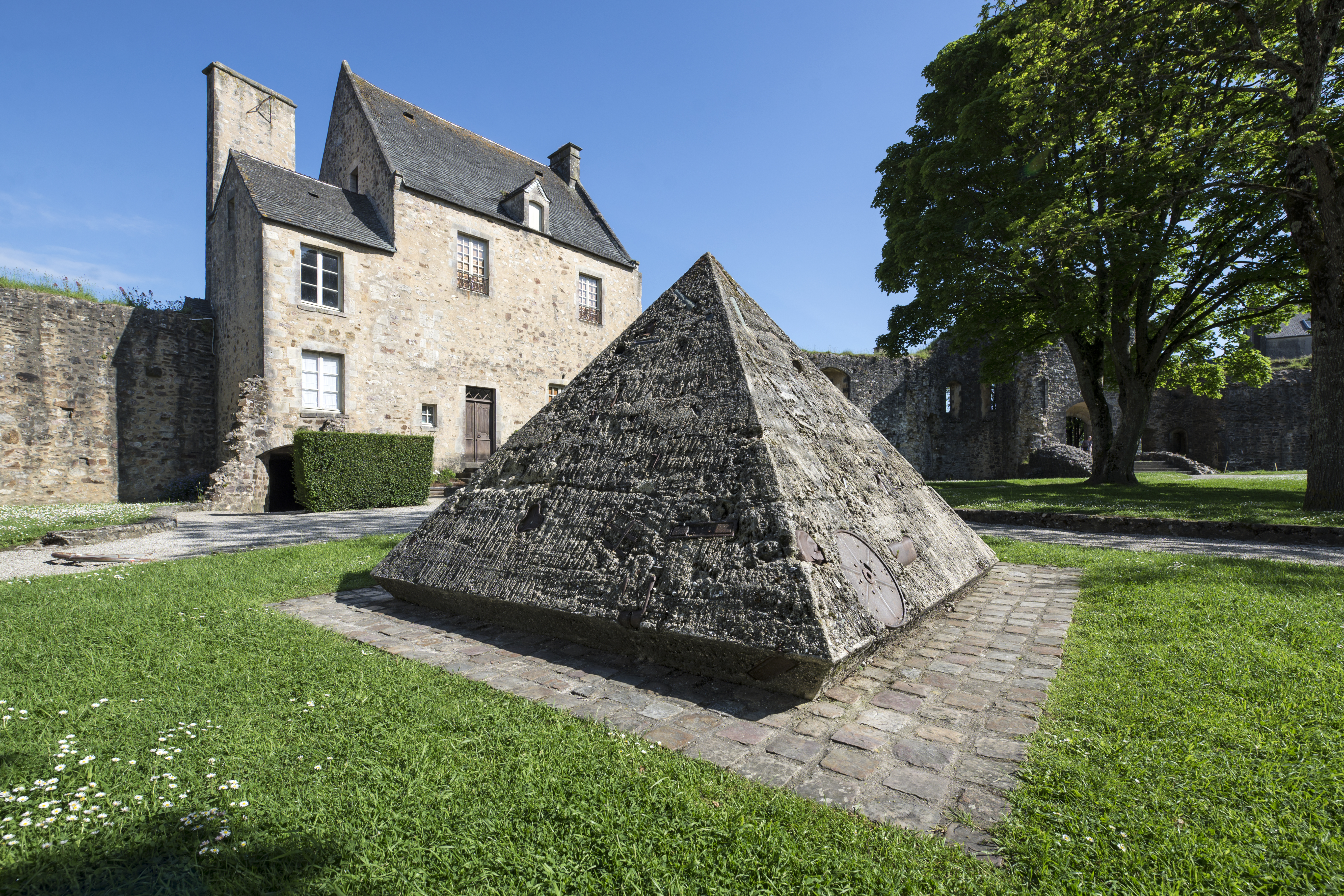
2000 - Pyramide de Mémoire à Bricquebec

En 2013, il fait une exposition « Multitude et Unité » au Pavillon M de Marseille alors que la ville est capitale européenne de la culture. Lors de l’inauguration, Pascal Morabito est décoré par le maire de Marseille Jean-Claude Gaudin de la médaille de « Citoyen d’honneur de la ville de Marseille »,.

## Hôtellerie Artistique
L'architecte Pascal Morabito a créé à Bali en Indonésie Morabito Art Villa, un espace artistique ouvert au public,, puis un deuxième lieu Morabito Art Cliff au sud de Bali.